# Martinet montagnard
Aeronautes montivagus
Espèce
Statut de conservation UICN

 LC  : Préoccupation mineure
Le Martinet montagnard (Aeronautes montivagus) est une espèce d'oiseaux de la famille des Apodidae.

## Répartition
Cet oiseau fréquente la partie nord des Andes ainsi que les tepuys du Venezuela.

## Sous-espèces
D'après Alan P. Peterson, cette espèce est constituée des deux sous-espèces suivantes :
- Aeronautes montivagus montivagus (d'Orbigny & Lafresnaye) 1837 — Andes ;
- Aeronautes montivagus tatei (Chapman) 1929 — tepuys du Venezuela.